# Okrug Chautauqua, New York
Okrug Chautauqua (engleski: Chautauqua County) je okrug u američkoj saveznoj državi New York. Prema popisu stanovništva iz 2000. godine, u ovom okrugu živi oko 80.000 stanovnika. Sjedište okruga je Mayville.

## Zemljopis
Okrug Chautauqua nalazi se na najzapadnijem dijelu države New York, uz granicu s Pennsylvanijom. Jezero Chautauqua nalazi se u središtu okruga, dok na sjeveru okrug izlazi na jezero Erie.
Okruzi koji graniče s Chautauquom su:
- Okrug Erie, New York - na sjeveroistoku
- Okrug Cattaraugus, New York - na istoku
- Okrug Warren, Pennsylvania - na jugoistoku
- Okrug Erie, Pennsylvania - na jugozapadu

## Stanovništvo
Prema popisu stanovništva iz 2000. godine, u okrugu Chautauqua živjelo je 139,750 osoba u 54.515 kućanstva. 94,04% stanovništva okruga čine bijelci. Glavne etničke skupine su : Nijemci (17,3%), Talijani (15,1%), Šveđani (11,6%) i Englezi (10,9%).

## Vanjske poveznice
- Službena stranica okruga